# Gonzo (Muppet)

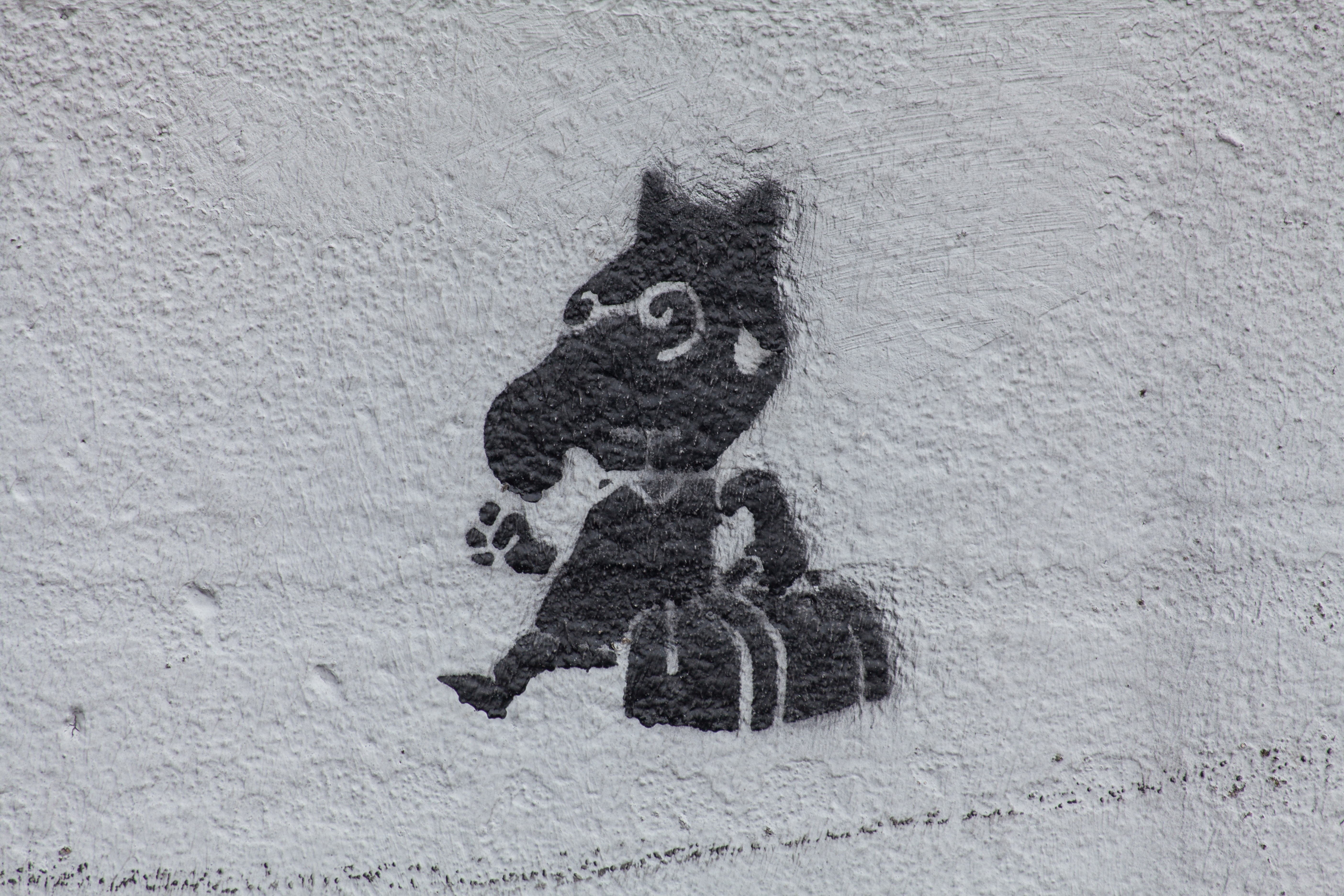
Graffiti van Gonzo. Duidelijk herkenbaar is de uitgestrekte vuist, het teken van gonzojournalistiek

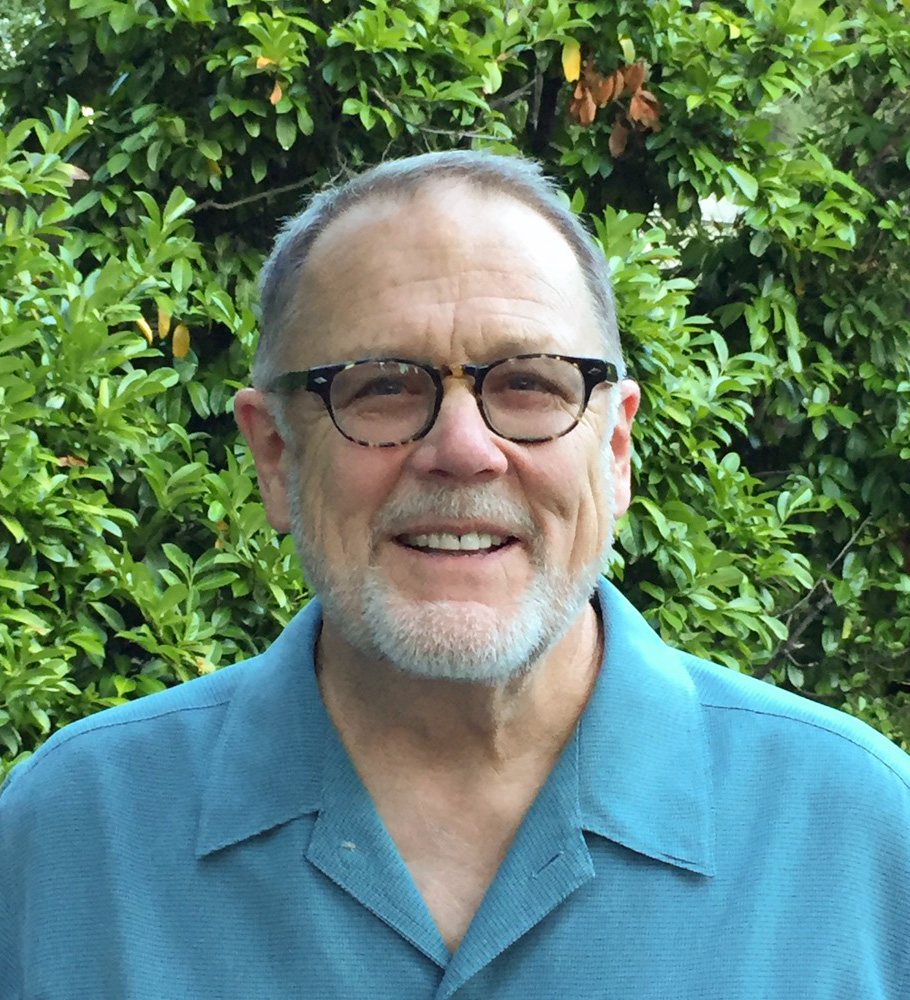
Gonzo's poppenspeler Dave Goelz, maart 2018

Gonzo is het blauwe vogelachtige wezen uit The Muppet Show.
Gonzo is een personage dat alles doet om een beetje in beeld te komen en is dientengevolge bereid om de meest waanzinnige stunts uit te voeren, zoals geblinddoekt tapdansen op tapioca terwijl hij een piano op zijn neus balanceert (achterwaarts, 5 keer en zeer snel). Hij is altijd het slachtoffer van zijn eigen gevaarlijke stunts. Wanneer Gonzo een stunt gaat uitvoeren laat hij zichzelf altijd aankondigen als "The Great Gonzo" of "Gonzo the Great".
Gonzo wordt vaak omringd door kippen, waaronder zijn grote liefde, de kip Camilla.
In de film Muppets from Space blijkt dat Gonzo geen dier is, maar een ruimtewezen, wanneer zijn familie hem komt ophalen om mee naar de planeet te gaan waar hij vandaan komt. Gonzo komt er echter achter dat zijn echte vrienden zich op de planeet Aarde bevinden, en hij blijft.
Gonzo keert ook steeds terug in een running gag. Hij verschijnt telkens op het einde van het introlied van "The Muppet Show". In de eerste reeks tracht hij de O van het woord "Show" te raken, maar dit mislukt steeds. Vanaf het tweede seizoen tracht hij op een trompet de eindnoot te spelen, maar ook dit geeft een onverwacht resultaat: er komt water uit de trompet, er komt een ballon uit, de trompet ontploft... Enkel in de aflevering met John Cleese speelt Gonzo de noot correct.
In de twee Nederlandse versies die van de Muppets films zijn gemaakt spreekt Arjan Ederveen de stem in van Gonzo. In de Nederlandse versie van de Disney+ serie Muppets Now de special Muppets Haunted Mansion werd de stem van Gonzo ingesproken door Joost Claes. 